# 卡洛·金茨堡
卡洛·金茨堡（義大利語：Carlo Ginzburg，1939年4月15日—），猶太裔義大利都靈人，義大利歷史學家，比薩大學文學博士，專注於微觀史學的研究，曾在2010年獲得巴爾贊獎。著有《夜間的戰斗：16、17世紀的巫術和農業崇拜》、《奶酪與蛆蟲：一個16世紀磨坊主的宇宙》等作品。
其父親是都靈大學教授、著名反法西斯政治活動家萊昂·金茲堡（1909年—1944年），母親是曾獲得斯特雷加獎的著名女作家娜塔莉亞·金茲堡（1916年—1991年）。

## 作品
- 《夜間的戰斗：16、17世紀的巫術和農業崇拜》
- 《奶酪與蛆蟲：一個16世紀磨坊主的宇宙》